# Joachim Sobotta
Joachim Sobotta (* 21. März 1932 in Glatz, Landkreis Glatz, Provinz Niederschlesien; † 10. Juni 2017 in Düsseldorf) war ein deutscher Jurist und Journalist. Er war Chefredakteur der Rheinischen Post.

## Leben
Nach dem Abitur im niedersächsischen Quakenbrück und einem Volontariat bei der Westdeutschen Allgemeinen Zeitung (WAZ) in Essen studierte er von 1955 bis 1959 Rechtswissenschaften (Staatsexamen) an der Freien Universität Berlin, der Ludwig-Maximilians-Universität München und der Rheinischen Friedrich-Wilhelms-Universität Bonn. 1973 wurde er an der Rechts- und Staatswissenschaftlichen Fakultät der Universität Bonn mit der Dissertation Das Informationsrecht der Presse. Eine Untersuchung zu Art. 5 Abs. 1 GG und den Pressegesetzen der Bundesländer zum Dr. jur. promoviert.
Von 1959 bis 1963 war er politischer Korrespondent der Deutschen Zeitung in Essen. Im Anschluss war er Redakteur in der Parlamentsredaktion der Rheinischen Post in Düsseldorf. Von 1969 bis 1997 war er Chefredakteur der Zeitung. Zudem war er Mitglied des Gesprächskreises Chefredakteure des Bundesverbandes Deutscher Zeitungsverleger (BDZV) und Kuratoriumsmitglied bzw. Juror des Theodor-Wolff-Preises.
Von 2005 an bis zu seinem Tod war er Vorstandsmitglied der Stiftung Ostdeutscher Kulturrat (OKR).
Sobotta war seit 1962 verheiratet und Vater von zwei Kindern.

## Auszeichnungen
- 1978: Bundesverdienstkreuz am Bande
- 1979: Bundesverdienstkreuz 1. Klasse
- 1984: Eselorden der Hansestadt Wesel[2]
- 1987: Verdienstorden des Landes Nordrhein-Westfalen[3]
- 1990: Theodor-Wolff-Preis

## Schriften (Auswahl)
- Tages-Werke. Leitartikel aus drei Jahrzehnten Rheinische Post. Droste, Düsseldorf 1997, ISBN 3-7700-1089-2.